# 하야미 아카리
하야미 아카리(早見あかり, 1995년 3월 17일~)는 일본의 영화배우, 모델이다. 2011년 4월까지 아이돌 그룹 모모이로 클로버의 멤버로 활동하였다. 소속사는 스타더스트 프로모션이다.

## 약력
- 초등학교 졸업 가까이 스카우트되어 스타더스트 프로모션에 가입했다.
- 2008년 11월 23일, 아이돌 유닛「모모이로 클로버」멤버로 가입하였다.
- 2011년 4월 10일의 나카노 선플라자로의 콘서트를 가지고, 모모이로 클로버를 탈퇴하였다. 이 후, 영화배우로 활동하고 있다.
- 2018년 7월 22일, 30대 초반의 회사원 남성과 연내에 결혼하는 것을 밝혀[1], 다음 날 23일에 결혼 기자 회견을 했다[2].

## 인물
- 취미는 에어로빅, 메일, 스티커 사진, 네일아트, 편지 교환.
- 특기는 에어로빅, 일륜차, 매트 운동, 서도, 애니메이션 소리, 변안(다만, 변안은 너무 강렬하기 때문에, 텔레비전 등으로 피로했을 때에는, 프로그램 사이드의 판단등에 의해서, 모자이크등의 처리가 이루어지거나 방송 그 자체가 보류되거나 하고 있다).
- 에어로빅 6급의 자격을 소지하고 있다.
- 동경의 연예인은 시바사키 코우.
- 모모이로 클로버에 대해서는,「몹시 이상한 일을 진심으로 하는 유닛」이라고 코멘트하고 있다.

## 출연

### 텔레비전 드라마
- 여기는 그린우드 ~청춘 남자기숙사 일지~ (2008년, MXTV)
- 우레로☆미확인 소녀 (2011년, 테레비도쿄)
- 우레로☆미완성 소녀 (2012년, 테레비도쿄)
- 사이토상 시즌2 (2013년 3분기, 일본 NTV)
- 우레로☆미체험 소녀 (2013년~현재 테레비도쿄)
- 세컨드 러브 (2014년, 아사히TV)

### 영화
- 시민폴리스 69 (2011년)
- Cheerfu11y (2011년)
- 모모세, 여기를 봐 (My Pretend Girlfriend, 2014)
- 잊지 않겠다고 맹세한 내가 있었다 (2015년) - 오리베 아즈사 역
- 은혼 (2017년) - 테츠코 역
- 은혼 2: 규칙은 깨라고 있는 것 (2018년) - 테츠코 역
- 신 울트라맨 (2022년) - 후나베리 유미 역
- 좀100: 좀비가 되기 전에 하고 싶은 100가지 (2023년)

### 텔레비전 애니메이션
- 요스가노소라 (2010년 10월, AT-X) - 여학생 역

### 잡지
- Hanachu (주부의 벗사) 전속 모델
- 세시루 카탈로그 큐팝 (cupop)
- FREECELL vol.5
- 주간 후미하루 원색 미녀 도감

### CM
- 도쿄 디즈니씨 봄의 캠퍼스 데이 패스포트 (2009년)

### PV
- little by little「Pray」(2008년 5월 28일)
- 바본즈「autumn」·「설국」·「정」(2008년 ~ 2009년)
- 햐다인「햐다인의 죠-죠-유-죠-」(2011년)

### 그 외
- 아쿠타가와 류노스케「거미의 실」(SDP 문고, 2008년 7월 20일) 표지+권두 그라비아
- 「발견! 카도카와 문고 2010」이미지 캐릭터 (2010년 6월)